# Gibbs fria energi

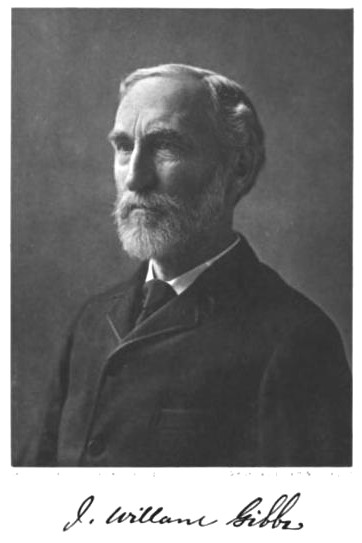
Josiah Willard Gibbs

Gibbs fria energi, uppkallad efter Josiah Willard Gibbs, är en termodynamisk tillståndsfunktion given av sambandet:
{\displaystyle G=H-TS}
där {\textstyle H} är entalpi; {\textstyle T} är temperaturen och {\textstyle S} är entropin. Både entalpin och entropin är också tillståndsfunktioner.
Eftersom energi inte har en bestämd nollpunkt används ofta ett uttryck som beskriver förändringen i {\textstyle G}:
{\displaystyle \Delta G=\Delta H-T\Delta S}
Gibbs fria energi spelar en mycket stor roll inom kemin. Termodynamisk jämvikt vid konstant tryck och temperatur uppnås nämligen då {\textstyle G} är i sitt minimum. Kemiska reaktioner sker under dessa förhållanden alltså i den riktning åt vilken {\textstyle G} minskar. Eftersom både entalpi-ändringen och entropi-ändringen bidrar till ändringen i Gibbs fria energi är båda väsentliga för att beskriva reaktioners spontanitet. Det är inte tillräckligt att bara använda entalpi-ändringen och påstå att den beskriver om reaktioner är spontana eller ej. En reaktion anses vara spontan om värdet för ändringen av Gibbs fria energi är negativt, är värdet (för {\textstyle \Delta G}) tvärtom positivt är reaktionen ej spontan.
Förändringen i Gibbs fria energi anger det maximala icke tryck-volymarbetet som kan utvinnas i en reaktion vid konstant tryck och temperatur. 

## Tryck-, temperatur- och sammansättningsberoende
De naturliga variablerna för {\textstyle G} är temperatur, tryck och substansmängd. Fundamentalekvationen för {\textstyle G} är därför
{\displaystyle dG=-S\,dT+V\,dp+\sum _{j}\mu _{j}n_{j}}
där {\textstyle S} är systemets entropi, {\textstyle V} dess volym och {\textstyle \mu _{j}} är den kemiska potentialen av ämne {\textstyle j} i blandningen. Om systemets volym är så liten att effekten av ytarean {\textstyle A} inte kan försummas tillkommer en term som bestäms av ytspänningen {\textstyle \gamma }: 
{\displaystyle dG=-S\,dT+V\,dp+\sum _{j}\mu _{j}\,dn_{j}+\gamma \,dA}

## Reaktioners spontanitet
En typisk kemisk reaktion kan skrivas: 
{\displaystyle aA+bB=cC+dD}
- Om {\textstyle \Delta G<0} betyder det att reaktionen är spontan, den förlöper spontant åt höger.
- Om {\textstyle \Delta G=0} betyder det att reaktionen befinner sig vid jämvikt
- Om {\textstyle \Delta G>0} betyder det att reaktionen inte är spontan, däremot är reaktionen åt vänster (bakåtreaktionen) spontan.

Tre (fyra) exempel:
1) Reaktionen nedan (förbränning av kol i syrgas) har ΔH < 0 (exoterm reaktion) och ΔS > 0 (entropin i systemet ökar). Detta ger att den säkert blir spontan eftersom ΔG får ett negativt bidrag både ifrån entalpitermen och entropitermen. Reaktionen är spontan vid alla temperaturer.
C(s) + O2(g) = CO2(g)
2) Reaktionen nedan (förgasning av vatten) har ΔH > 0 (endoterm reaktion) och ΔS > 0 (entropin i systemet ökar). Reaktionen blir spontan då entropitermen dominerar. Reaktionen är spontan vid de temperaturer där TΔS > ΔH.
H2O(l) = H2O(g)
3) Reaktionen nedan (kondensation av vatten) har ΔH < 0 (exoterm reaktion) och ΔS < 0 (entropin i systemet minskar). Reaktionen blir spontan då entalpitermen dominerar. Reaktionen är spontan vid de temperaturer där TΔS < ΔH.
H2O(g) = H2O(l)
4) Ett exempel på spontan reaktion där både ΔH > 0 och ΔS < 0 existerar inte. Ibland kan fotosyntesen anföras som exempel på motsatsen men det beror bara på att solljuset utelämnas ur det kemiska systemet. Fotosyntesen fungerar inte i en mörk garderob! Cellandningen däremot, fungerar utmärkt i en mörk garderob, men då är det en reaktion av typ "1)" enligt ovan. Inkluderas däremot solens entropiökning, förmedlad genom ljuset till jorden, räcker det för att fotosyntesen ska kunna beskrivas som en spontan reaktion.

## Relation mellan godtyckligt tillstånd och standardtillstånd
Relationen mellan ΔG för en reaktion vid något godtyckligt tillstånd och motsvarande reaktion vid standardtillståndet, ΔG0 för ingående specier ges av:
{\displaystyle \Delta G=\Delta G^{0}+RT\ln(Q)}
där Q är reaktionskvoten för reaktionen ifråga.
Eftersom ΔG=0  för en reaktion vid jämvikt fås ΔG0=-nRT  där K är Q för reaktionen vid jämvikt. 
ΔG0 skall förstås som skillnaden mellan produkternas och reaktanternas kemiska standardpotentialer.

## Relation till elektrokemi
Inom elektrokemin kan den elektromotoriska spänningen eller potentialskillnaden E mellan polerna i en elektrokemisk cell beräknas genom att använda sambandet 
{\displaystyle \Delta G=-nFE}
där n är substansmängden elektroner som utbyts i redox-reaktionen och F är Faradays konstant (96 485 Cmol−1). Motsvarande uttryck för reaktioner vid standardtillstånd är 
{\displaystyle \Delta G^{0}=-nFE^{0}}.
Genom att kombinera dessa två uttryck  för ΔG och ΔG0 med sambandet
{\displaystyle \Delta G=\Delta G^{0}+RT\ln(Q)},
kan den s.k. Nernsts ekvation härledas. Nernsts ekvation relaterar spänningen för ett godtyckligt tillstånd till spänningen vid standardtillstånd.
Alternativt beskriver Nernsts ekvation relationen mellan halvcells-potentialen för ett godtyckligt tillstånd och halvcells-potentialen för standardtillstånd. 
{\displaystyle E=E^{0}+{\frac {RT}{nF}}\ln(Q)}
Tidvis förekommer ett annat uttryck för Nernsts ekvation, i princip endast giltigt för en halvcell i taget.
{\displaystyle E=E^{0}+{\frac {RT}{nF}}\ln \left({\frac {\text{[ox-form]}}{\text{[red-form]}}}\right)}
Det associeras med reaktionen: 
{\displaystyle {\text{ox-form}}+ne^{-}\rightarrow {\text{red-form}}}
Uttrycket ovan (med minus-tecken och reaktionskvot, Q) är dock fullständigt generellt och gäller för såväl halvceller som hela celler. Det bör användas istället för det "klassiska" varianten med [ox-form]/[red-form].
Reaktionerna vid plus-polen respektive minus-polen kallas halvcellsreaktioner och skillnaden mellan dessa kallas helcellsreaktioner. Potentialerna för halvcellsreaktionerna kallas halvcellspotentialer (betecknas E+ respektive E−) och skillnaden för halvcellernas potentialer kallas cellspänning (betecknas Ecell=E+-E−).
Inom kemin är både G och E relaterade till den standardiserade vätgaselektroden vilken (per definition) har ΔG0 = 0 J och därmed E0 = 0 V.

## Användbara identiteter
{\displaystyle G=U+pV-TS}
{\displaystyle \Delta G=\Delta H-T\Delta S}
{\displaystyle \Delta G^{0}=\Delta H^{0}-T\Delta S^{0}}
{\displaystyle \Delta G=\Delta G^{0}+RT\ln(Q)}
{\displaystyle \Delta G^{0}=-RT\ln(K)}
{\displaystyle \Delta G=-nFE}
{\displaystyle \Delta G^{0}=-nFE^{0}}
{\displaystyle E=E^{0}+{\frac {RT}{nF}}\ln(Q)}
där 

ΔG = förändring i Gibbs fria energi

ΔG0 = förändring i Gibbs fria energi vid standardtillstånd

ΔH = förändring i entalpi

ΔH0 = förändring i entalpi vid standardtillstånd

T = temperatur

ΔS = förändring i entropi

ΔS0 = förändring i entropi vid standardtillstånd

R = allmänna gaskonstanten (8,314 J mol−1 K−1) 

ln = naturliga logaritmen

Q = reaktionskvot

K = jämviktskonstant

n = antalet elektroner/mol som omsätts i reaktionen

F = Faradays konstant (96485 coulomb/mol)

E = elektromotorisk spänning (volt) för reaktionen .

E0 = elektromotorisk spänning (volt) för reaktionen vid standardtillstånd.